# Карбоген
Карбоген (лат. Carbogenum), «Смесь Ме́дуны» — смесь кислорода и углекислого газа. Второе название смесь имеет по фамилии изобретателя, венгерского психиатра Ладисласа Ме́дуны (1896—1964). Состав смеси Медуны: 70 % кислорода, 30 % углекислого газа. В настоящее время под карбогеном подразумевается смесь с содержанием углекислого газа от 1,5 % до 50 %.
В прошлом были попытки использовать его для анестезии. Также в 30-е годы применялся для реанимации, так как вдыхание карбогена приводит к рефлекторной стимуляции дыхания через дыхательный центр головного мозга из-за повышенного (по сравнению с обычным составом воздуха) содержания углекислого газа и к большему потреблению кислорода. Так, аппарат Novalta фирмы Siebe Gorman применялся в Первую мировую войну, в нём использовался состав, содержащий 7 % CO2, а фирмой Sparklets Ltd выпускался простейший переносной набор, состоявший из баллончика от сифона и резервного дыхательного мешка.
Карбоген имеет малоизученное (из-за перерыва в изучении психоделиков) воздействие на психику. Эффекты применения карбогена, как и эффекты LSD, не всегда предсказуемы: в ряде случаев при негативном настрое и нежелании потери самоконтроля вдыхание карбогена может вызывать страх и панику. Поскольку карбоген имеет быстро проходящее психоделическое действие, в 60-х годах XX века, когда делались попытки трансперсональной психотерапии при помощи LSD, карбоген применялся для предварительной проверки риска страха перед действием LSD на конкретного пациента.
Сегодня карбоген с небольшим содержанием углекислого газа (5 — 7 %) применяется в медицинских целях чтобы лечить горную болезнь, отравление угарным газом, глаукомы, стрессы, применяется при восстановлении слуха после воздействия шума и в ряде случаев для улучшения кровоснабжения опухолей при химио- и лекарственной терапии.